# جکی رابینسن
جکی رابینسن (به انگلیسی: Jackie Robinson) بازیکن فوتبال زادهٔ ۱۰ اوت ۱۹۱۷ اهل کشور انگلستان که سابقهٔ بازی در تیم ملی فوتبال انگلستان را در کارنامهٔ خود دارد. وی در تاریخ ۲۰ مه ۱۹۳۷ نخستین بازی ملی خود را در مقابل تیم ملی فوتبال فنلاند انجام داد و با حضور در ۴ بازی ملی، در تاریخ ۲۲ اکتبر ۱۹۳۸ واپسین بازی ملی‌اش را در برابر تیم ملی فوتبال ولز برگزار کرد.
این بازیکن توانسته در بازی‌های ملی، ۳ گل به ثمر برساند.